# Coleocentrus sixii
Coleocentrus sixii är en stekelart som beskrevs av Vollenhoven 1873. Coleocentrus sixii ingår i släktet Coleocentrus och familjen brokparasitsteklar. Inga underarter finns listade i Catalogue of Life.